# Binna
Binna é um género Afrotropical de traça pertencente à família Arctiidae, descrito por Walker em 1865.
É um gênero monotípico, com sua única espécie sendo Binna penicillata.

## Descrição
Corpo muito robusto, abdômen elíptico, estendendo-se um pouco além das asas posteriores. Pernas muito curtas e fortes; tíbias posteriores com quatro esporões robustos e curtos, o primeiro par muito próximo do segundo. 
Asas robustas, alongadas e moderadamente largas. Asas anteriores arredondadas nas pontas. Possui tromba curta, e palpos pilosos, muito robustos e mais curtos que a largura da cabeça..
Cinza com franja nucal laranja. Palpo castanho dorsalmente, amarelo ventralmente. Antena do macho bipetinada, cinza acastanhada, mais pálida dorsalmente, com pectinações estreitas e achatadas e sensilas longas perceptíveis. 
Distingue-se de outros Spilosomas Afrotropicais pelas manchas interneurais de marrom-acinzentado, por seu pequeno tamanho e asas anteriores mais arredondadas.